# ライオット・ガール
ライオット・ガール（英：riot grrrl）は、1990年代初頭にアメリカ合衆国ワシントン州オリンピアやワシントンD.C.で始まった、フェミニストによるアンダーグラウンドなパンクミュージックの流行、および音楽とフェミニズム、政治を組み合わせたサブカルチャー運動である。
インディー・ロックから生まれたジャンルで、パンクシーンは女性が男性と同じように表現することのインスピレーションとなっており、しばしば第三波フェミニズムと関連しているとされる。ライオット・ガールのバンドは、レイプ、近親相姦、摂食障害などの問題にも取り組み、ZINE（ファンジン）を媒体として少女たちとの繋がりを形成した。
「grrrl」という単語は、犬などの唸り声を表す擬音語「grrr」と「girl（少女）」を合わせた造語である。

## 歴史

### 起源

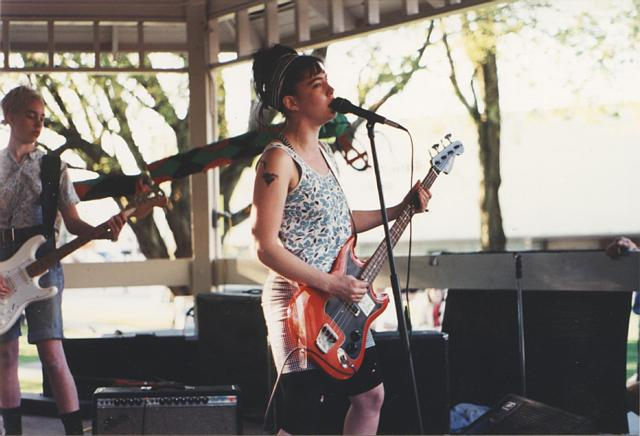
ビキニ・キル（1991年）

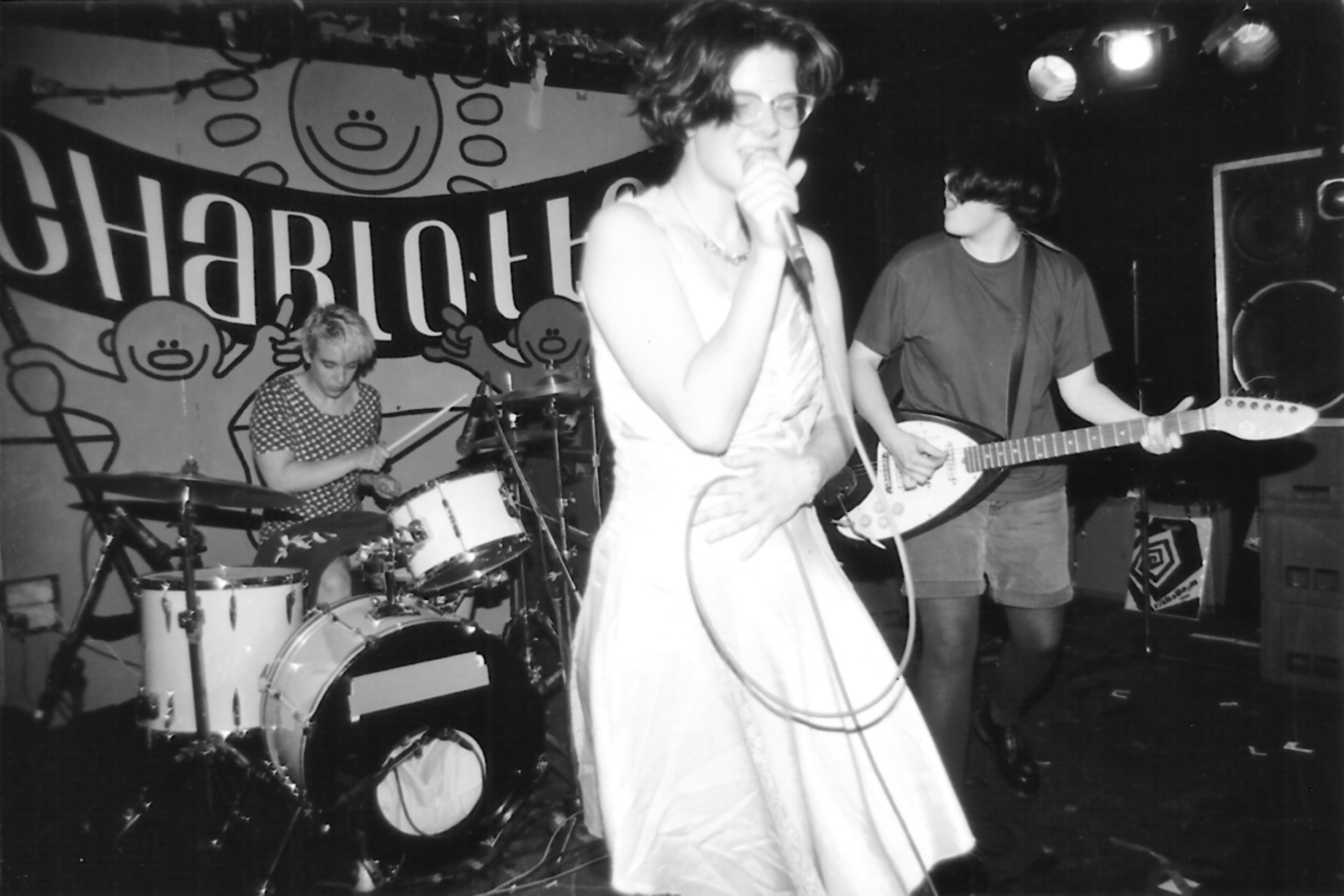
ブラットモービル（1994年）

1970年代後半から1980年代半ばにかけて、スージー・スーやポリー・スタイリンなど、後にライオット・ガールの精神に影響を与えた画期的なパンク・ロックやメインストリームロックの女性ミュージシャンが多数存在した。1980年代にはニューヨーク出身の多くの女性フォークシンガーが登場し、その歌詞は現実的・社会政治的であると同時に近しい印象も与えた。
1980年代半ばには、ジーン・スミスが率いるカナダのバンクーバーの音楽ユニット、メッカ・ノーマルが結成されて影響力を示し、サンフランシスコの女性ハードコア・バンド、シュガーベイビードールがこれに続いた。その後、1988年に創刊され10代女子向けとしては難解な題材を扱っていた雑誌『Sassy』において1989年に「Women, sex and rock and roll（女性、セックス、ロックンロール）」と題する記事が掲載され、流行の先鞭をつけた。
1990年代初頭のワシントン州オリンピアとシアトルでは、インディーズのアンダーグラウンドミュージックに携わる女性がパンク・ロックのファンジンを制作したりパンク・バンドを結成したりすることでフェミニストの考えや欲求を明確に表現する基盤があった。1991年には、アメリカキリスト教連合による法的中絶反対運動や弁護士のアニタ・ヒルが最高裁判事のクラレンス・トーマスをセクシャル・ハラスメントで告発した問題といった女性にまつわる出来事が社会的な話題となり、若いフェミニストたちは、音楽イベントのInternational Pop Underground Conventionなどを通じて抗議の声を上げた。
1990年より、ライオット・ガール運動の旗手とされるバンド、ビキニ・キルがオリンピアで活動を開始する。ビキニ・キルは「Revolution Girl Style Now（さあ革命の少女のスタイルを）」と呼びかけ、デモ・アルバム『Revolution Girl Style Now!』を1991年にリリースした。また、1991年には、ビキニ・キルとともに運動の牽引役となるバンド、ブラットモービルが同じワシントン州で結成される。ワシントンD.C.で暴動が発生していた1991年春、ブラットモービルのメンバーであるジェン・スミスは、同じくメンバーのアリソン・ウルフへの手紙の中で「girl riot（少女の暴動）」というフレーズを用いた。同年には、活動に参加している女性ミュージシャンのロイス・マフェオがホスト役のラジオ番組「Your Dream Girl」が、オリンピアのラジオ局KAOSで開始された。

### 衰退

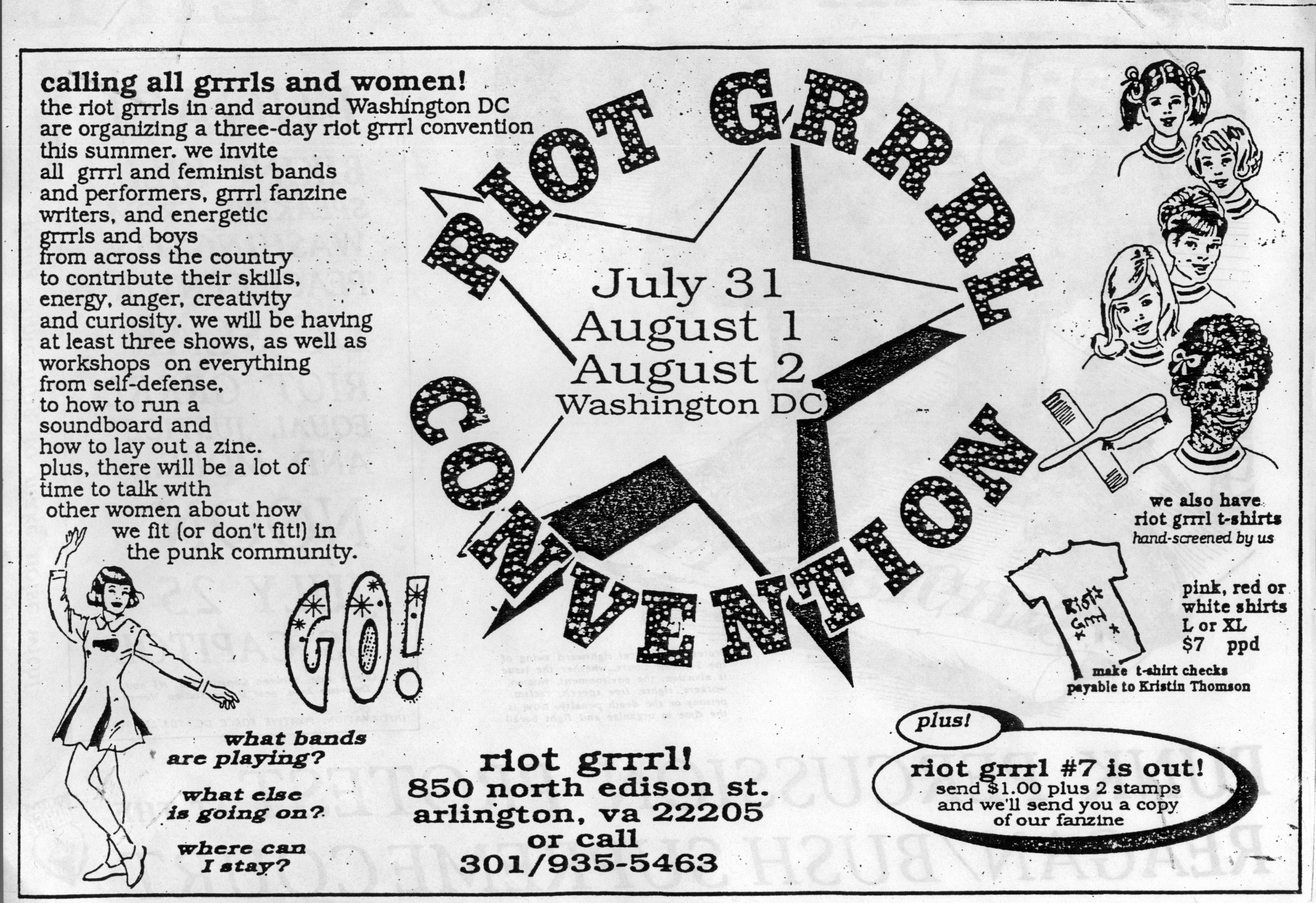
1992年開催のイベント「Riot Grrrl Convention」を告知するファンジン

ライオット・ガール運動に携わる多くのミュージシャンは大手レコードレーベルを敬遠してインディーズレーベルのキル・ロック・スターズ・レコードやKレコーズなどと組み、頑なにアンダーグラウンドの現象であり続けた。しかし、雑誌や新聞での扱いが大きくなるにつれて、このまま主流になればライオット・ガールが歪むと考える強硬派とそれほどハードコアではないグループとの間に不和が生じ始める。10代の高校生当時にライオット・ガールの活動に参加していた作家のジェシカ・ホッパーは後者で、1992年にニューズウィークからライオット・ガールに関する取材を受けた後に個人攻撃をされていると感じ、これを機に活動から離脱した。
バンドの演奏スタイルは一部のジャーナリストに衝撃を与えたが、それは、しばしば誤った記事や敵対的な記事の執筆に繋がった。ビキニ・キルのボーカルであるキャスリーン・ハンナは、「ワシントン・ポスト」紙がハンナは父親にレイプされたと主張したという虚偽情報を報じたと語っている。また、イギリスの音楽誌『メロディ・メイカー』は、「ライオット・ガールができる最善のことは、立ち去って読書をすることだ。汚い小さなファンジンではなく」と記している。こうした否定的な報道に対し一部のライオット・ガールの活動家は反メディアのスタンスをとるようになるが、これにより更なる否定的な話の助長に繋がった。その後、メディアの関心が薄れ、1995年にはライオット・ガールの終焉の話題が現れ始める。1994年から1995年にかけてブラットモービルなど多くのライオット・ガール・バンドが解散し、ビキニ・キルも1997年に解散した。
こうした中、1995年には、元恋人との別れについて歌ったアラニス・モリセットの楽曲『ユー・オウタ・ノウ』がヒットして大衆の注目を集め、モリセットはフェミニストから新たなヒロインとして歓迎される。また、これまでライオット・ガールと関連付けられていた「ガールパワー」という言葉は、イギリスのアイドル・グループ、スパイス・ガールズがスローガンに用いたことで意味合いが変化し、彼女たちを象徴する言葉として若い女子の間に普及した。

### その後の展開

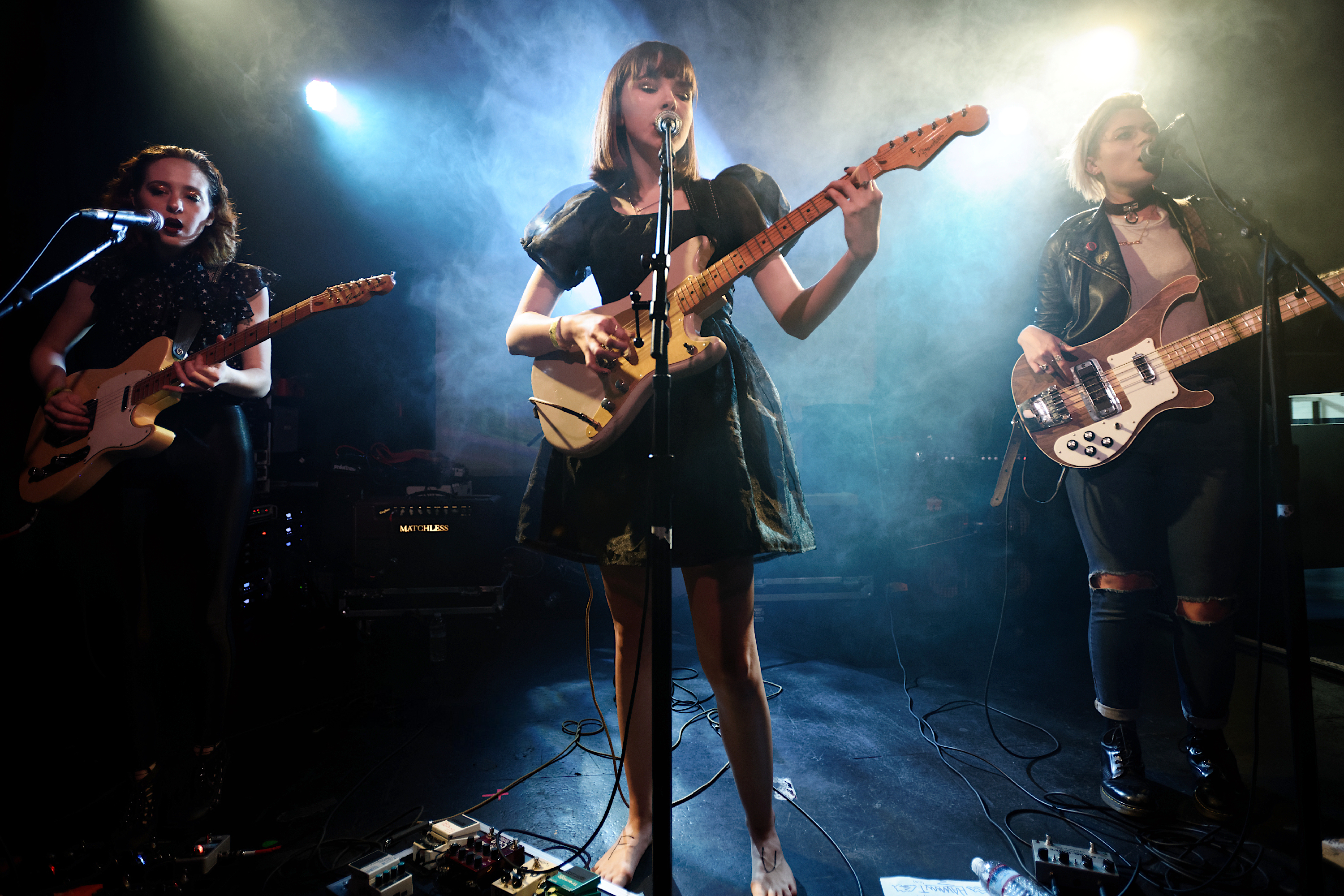
ザ・リグレッツ（2016年）

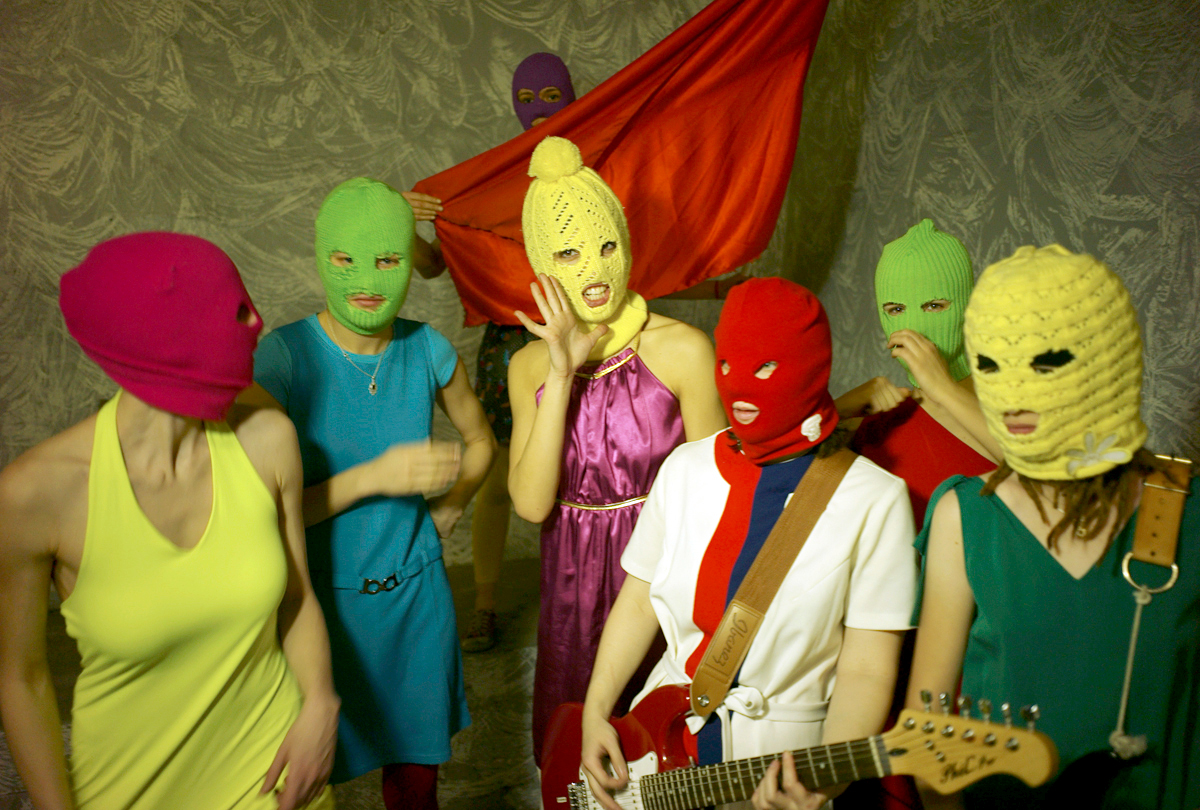
プッシー・ライオット（2012年）

流行の衰退後も一部のライオット・ガール関連のミュージシャンは活動を続けている。ビキニ・キルのキャスリーン・ハンナは1998年にエレクトロニック・ロック・バンドのル・ティグラを結成し2010年からは別のバンド、ザ・ジュリー・ルインでも活動、2019年にはビキニ・キルを再結成しツアーを行っている。また、ブラットモービルは1998年から2003の期間に活動を一時再開した。一方で新興のバンドも登場し、2015年結成のザ・リグレッツは、ライオット・ガールとドゥーワップなどの要素を融合させたスタイルをとっている。
ライオット・ガール運動はアジア、ヨーロッパ、南アメリカでも広がりを見せている。運動のグローバル化から生まれた最も有名なバンドの一つは、2011年にロシアで結成されたプッシー・ライオットである。プッシー・ライオットは、2012年にモスクワの救世主ハリストス大聖堂の祭壇で無許可演奏を行いメンバーが逮捕されたことでメディアの注目を集め、フェミニズム、LGBTの権利、そしてグループが独裁者と見なしているロシアのウラジーミル・プーチン大統領の政策への反対をテーマとした音楽を演奏している。

## 批判
ライオット・ガール運動は十分に包括的ではないという批判を受けている。また、運動の参加者はしばしば分離主義者であると非難される。
一つの主要な議論は、運動が中流階級の白人女性に焦点を合わせ、他の種類の女性を疎外しているということである。運動に参加していたミュージシャンのラムダシャ・ビクシームは、1993年に制作したファンジン『GUNK』の中で「ライオット・ガールは変化を求めているが、誰が含まれているのか疑問に思う。ライオット・ガールはごく少数、つまり白人の中流階級のパンク女子に非常に近しい」と記している。また、著作家のライナ・ドーズは自身が10代の時に流行していたライオット・ガールにさほど興味を持たなかったが、キャスリーン・ハンナの活動を収めた2013年公開のドキュメンタリー映画『The Punk Singer』の中で有色の女性がいなかったのを見て、ライオット・ガールに熱狂しなかった理由は黒人女性である自分のためではなく白人女性のためのものだったからだと理解した、としている。